# Ray McKinley
Ray McKinley (Fort Worth, 18 juli 1910 - Largo, 7 mei 1995) was een Amerikaanse jazzmuzikant (zang, drums) en orkestleider.

## Carrière
McKinley speelde in plaatselijke bands bij Savage Cummings en Larry Duncan in de regio Fort Worth/Dallas, voordat hij zich in 1929 voegde bij de band van Smith Ballew, waar hij Glenn Miller ontmoette, die zijn levenslange vriend werd. Samen gingen ze in 1934 bij de band van de gebroeders Dorsey. McKinley bleef ook in de daaropvolgende band, die vanaf 1935 door Jimmy Dorsey alleen werd geleid. In 1939 verkaste hij naar Will Bradley, waarmee hij spoedig daarna de band leidde en als zanger een hit had met Beat Me Daddy, eight to the bar (1940). Als songwriter had hij deelrechten onder de geboortenaam van zijn echtgenote Eleanore Sheehy. Ze speelden onder andere in de Famous Door en in het Paramount Theater. In januari 1941 ontstond de in duet met de pianist Freddie Slack opgenomen 78" Southpaw Serenade. In 1942 richtte McKinley een eigen band op, waarin Imogen Lynn en hijzelf zangers waren, Lou Stein piano en Pete Candoli en Dick Cathcart trompet speelden. De band trad op in het New Yorkse Commodore Hotel en in de film Hit Parade 1943. Bovendien ontstonden enkele platen voor Capitol Records. Met de song Big Boy had de McKinley-band in mei 1943 een eerste hit in de nationale hitlijst (#14). Nadat McKinley was opgeroepen voor de militaire dienstplicht, trad hij toe als drummer bij de Glenn Miller Army Air Force Band, die hij samen met Jerry Gray na het verdwijnen van Miller leidde van 1944 tot 1945.
Na zijn ontslag uit de United States Army in 1946 richtte McKinley weer een eigen band op, vooreerst een kwartet, waarmee hij de hit Hoodle-Addle had voor Majestic Records. Ten slotte breidde hij de formatie uit naar het formaat bigband, die bestond tot begin 1952 en waarin Deane Kincaide en Eddie Sauter arrangeerden. Verdere leden waren Johnny Carisi, Peanuts Hucko, Mundell Lowe en Nick Travis. Er ontstonden opnamen van de Sauter-arrangementen als Civilisation (Bongo, Bongo, Bongo), Your Red Wagon, Hangover Square, Sandstorm, Tumblebug en Borderline. Het laatste presenteerde de nieuw erbij gekomen trombonist Verne Friley. De grootste hit van de band werd echter You've Come a Long Way from St. Louis, geschreven door Bob Russell en John Benson Brooks, die hij met een kleine band opnam voor RCA Records en deze 16 weken plaatste in de hitlijst. Zijn laatste hit was Sunflower in maart 1949.
In 1956 aanvaardde hij het aanbod van Helen Miller om de leiding van de Glenn Miller Ghostband over te nemen van Tex Beneke, dat hij tot 1966 deed. Daarna werd deze overgenomen door Buddy DeFranco. McKinley trok zich terug naar Stamford en trad nog slechts sporadisch op tijdens festivals. Hij beperkte tevens zijn activiteiten op de medewerking aan tv- en radio-reclamemuziek. In het midden van de jaren 1970 verhuisde hij naar Key Largo in Florida.

## Overlijden
Ray McKinley overleed in 1995 op 84-jarige leeftijd.
- Biblioteca Nacional de España: XX917111
- Bibliothèque nationale de France: cb13897324b (data)
- Gemeinsame Normdatei: 134757238
- International Standard Name Identifier: 0000 0000 6303 4284
- Library of Congress Control Number: n81139250
- MusicBrainz: 97fd8038-59aa-4724-a41d-abd78da55d0b
- Nationale Bibliotheek van Tsjechië: xx0093052
- Nationale Bibliotheek van Israël: 987007315382505171
- Nationale Bibliotheek van Polen: a0000003510309
- SNAC: w61k1b0h
- Système universitaire de documentation: 156478935
- Virtual International Authority File: 12492111
- WorldCat: E39PBJx4j8fM6HthyyKY4cTCQq